# Attelabus cyanellus
Attelabus cyanellus es una especie de coleóptero de la familia Attelabidae.

## Distribución geográfica
Habita en China, Mongolia y Rusia.